# Víctor Mancilla
Víctor Mancilla Martínez (21 de julio de 1921-21 de diciembre de 2011) fue un futbolista chileno que se desempeñaba en la posición de delantero. En 1943, jugando por Universidad Católica, se consagró como goleador del campeonato con 17 goles, en conjunto con Luis Machuca de Unión Española.
Con la selección de Chile participó en el Campeonato Sudamericano 1946, disputado en Buenos Aires, en donde participó en 3 encuentros.